# Аксел (река)
Аксел — река в России, протекает по Атюрьевскому и Темниковскому районам Республики Мордовия. Устье реки находится в 15 км от устья Большого Аксела по правому берегу. Длина реки составляет 14 км.
Исток реки севернее села Мордовская Козловка (Атюрьевский район) в 18 км к северу от Атюрьева. Вскоре после истока перетекает в Темниковский район, где проходит большая часть течения. Река течёт на северо-восток, затем на север. Река протекает сёла Польское Цыбаево и Тарханы. Впадает в Большой Аксел выше села Аксел.

## Данные водного реестра
По данным государственного водного реестра России относится к Окскому бассейновому округу, водохозяйственный участок реки — Мокша от истока до водомерного поста города Темников, речной подбассейн реки — Мокша. Речной бассейн реки — Ока.
Код объекта в государственном водном реестре — 09010200112110000027933.